# Matourea caparaoensis
Matourea caparaoensis é uma espécie de planta do gênero Matourea e da família Plantaginaceae.

## Taxonomia
Os seguintes sinônimos já foram catalogados:  
- Otacanthus caparaoensis  Brade
- Achetaria caparaoense  (Brade) V.C.Souza

## Forma de vida
É uma espécie rupícola, terrícola, herbácea e subarbustiva.

## Descrição
Subarbustos de 20 - 30 centímetros de altura, eretos a prostrados, muito ramificados. Ramos suberetos, densamente vilosos, subquadrangulares. Ela tem folhas opostas,d ensamente vilosas em ambas as faces, sésseis, lanceoladas, ápice agudo asubacuminado, base atenuada, margem inteira a crenada. Ela tem flores axilares, solitárias, concentradas nas terminações dos ramos, formando uma espiga de3,0 - 7,0 centímetros de comprimento, mais ou menos bem definida, sésseis a subsésseis.
| Caule             | Caule              |
| ----------------- | ------------------ |
| forma             | ereto/prostrado    |
| Folha             |                    |
| pontuação         | ausente            |
| Inflorescência    |                    |
| tipo              | espiga             |
| Flor              |                    |
| tricoma do cálice | simples e capitado |

## Conservação
A espécie faz parte da Lista Vermelha das espécies ameaçadas do estado do Espírito Santo, no sudeste do Brasil. A lista foi publicada em 13 de junho de 2005 por intermédio do decreto estadual nº 1.499-R.

## Distribuição
A espécie é encontrada nos estados brasileiros de Espírito Santo e Minas Gerais.
Em termos ecológicos, é encontrada no domínio fitogeográfico de Mata Atlântica, em regiões com vegetação de campos de altitude.